# Edward Lipiński
Edward Lipiński (ur. 18 października 1888 w Nowym Mieście nad Pilicą, zm. 13 lipca 1986 w Warszawie) – polski ekonomista, działacz społeczny i uczestnik opozycji w PRL, współzałożyciel Komitetu Obrony Robotników i Komitetu Samoobrony Społecznej „KOR”.

## Życiorys

### Młodość i wykształcenie
Syn Jana, cukiernika, i Teodory z Klimkiewiczów. Do 1904 r. uczył się w gimnazjum w Tomaszowie Mazowieckim. Po przeprowadzce do Warszawy ukończył Gimnazjum Wojciecha Górskiego. W latach 1909–1911 studiował ekonomię najpierw na Uniwersytecie w Monachium, następnie w Wyższej Szkole Handlowej (niem. Handelschochschule) w Lipsku. W latach 1911–1912 uczęszczał też na wykłady na Uniwersytecie w Lipsku. W 1913 r., po zaciągnięciu pożyczki, rozpoczął studia na Uniwersytecie w Zurychu pod kierunkiem Wilhelma Wundta. Studiów wyższych w Zurychu nie ukończył, ponieważ trudna sytuacja finansowa zmusiła go do powrotu do Warszawy. W 1913 r. był współorganizatorem Towarzystwa Szerzenia Wiedzy Handlowej i Przemysłowej, pełnił w nim funkcję sekretarza. W czasie I wojny światowej aktywnie działał w Towarzystwie Oświatowym „Wiedza” oraz Klubie Dyskusyjnym „Plenum”. W latach 1914–1918, uczył historii w Gimnazjum Władysława IV w Warszawie i w latach 1916–1923 przedmiotów ekonomicznych na żeńskich Wyższych Kursach Handlowych J. Siemiradzkiej w Warszawie. Wykładał także przedmioty ekonomiczne na Wyższych Kursach Ogrodniczych i w Wolnej Wszechnicy Polskiej.

### Działalność polityczna i społeczna
Socjalista związany z PPS-Lewicą (1906–1918) w 1946 r. wstąpił do PPS, a po zjednoczeniu z PPR był członkiem PZPR do 1975 r. W latach 1956–1959 należał do Klubu Krzywego Koła, a od 1956 do 1962 był wiceprzewodniczącym Rady Ekonomicznej przy Prezesie Rady Ministrów. Sygnatariusz Listu 34, Memoriału 59 i Listu 14 oraz listu do The Times, zawierającego stwierdzenie, że w Polsce nie było represji i dyskredytującego Radio Wolna Europa. Jeden z założycieli KOR. Członek założyciel niezależnego Towarzystwa Kursów Naukowych. Członek Komisji Helsińskiej. W czasie zjazdu NSZZ „Solidarność” (1980) w swoim wystąpieniu ogłosił zakończenie działalności KOR.
Sam siebie określał socjalistą utopijnym. Ludwik Hass wymieniał go jako członka loży masońskiej w Warszawie o nazwie „Kopernik”.

### Działalność naukowa i zawodowa
Od 1923 r. pracował w Wyższej Szkole Handlowej w Warszawie. W 1925 r. uzyskał stopień doktora. W 1928 r. został dyrektorem założonego przez Eugeniusza Kwiatkowskiego Instytutu Badania Koniunktur Gospodarczych i Cen w Warszawie, którym kierował do 1939 r. W 1929 r. został profesorem zwyczajnym w Szkoły Głównej Handlowej i był redaktorem naczelnym „Ekonomisty”.
W czasie okupacji niemieckiej (1939–1945) brał udział w tajnym nauczaniu. Wykładał ekonomię w tajnej Szkole Głównej Handlowej działającej w ramach legalnie działających szkół zawodowych: na Kursach Gospodarczych w latach 1940–1941, a w latach 1941–1944 w Miejskiej Szkole Handlowej, gdzie pełnił funkcję rektora. Współpracował z Departamentem Pracy Delegatury Rządu Londyńskiego i Biurem Studiów Armii Krajowej. Po upadku powstania warszawskiego wykładał na Kursach Akademickich w Częstochowie.
Został prezesem Banku Gospodarstwa Krajowego w latach 1946–1948. Kierował Instytutem Gospodarki Narodowej w latach 1946–1949. Od 1949 roku profesor w Szkole Głównej Planowania i Statystyki i pracownik Uniwersytetu Warszawskiego (profesor na Wydziale Prawa i Administracji UW w latach 1949–1953). Założyciel Polskiego Towarzystwa Ekonomicznego i jego prezes w latach 1945–1965. Był członkiem: Towarzystwa Naukowego Warszawskiego, Polskiej Akademii Nauk, francuskiej Akademii Nauk Moralnych i Politycznych (fr. Academie des sciences Morales et Politique), Międzynarodowego Instytutu Statystycznego, członkiem korespondentem British Academy i honorowym prezesem Międzynarodowej Asocjacji Nauk Ekonomicznych (fr. Assotiation Francaisee des Sciences Economique).
Zajmował się teorią koniunktur oraz historią polskiej myśli ekonomicznej, opisał teorię równowag cząstkowych.
Był doktorem honoris causa Szkoły Głównej Planowania i Statystyki, a także New York University.
Został wymieniony w gronie edytorów trzytomowej Podręcznej encyklopedii handlowej wydanej w 1931 r. w Poznaniu .

## Życie prywatne

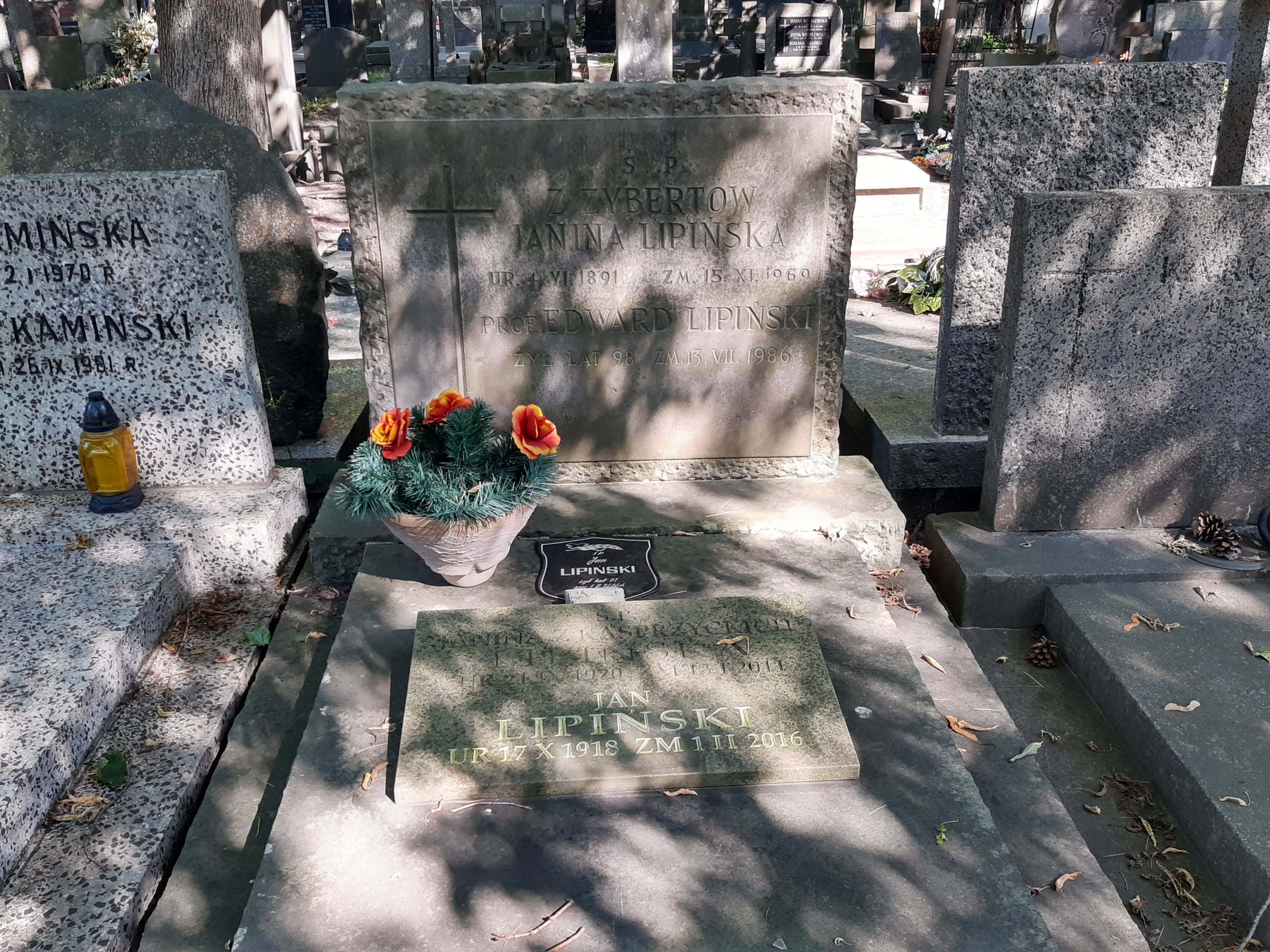
Grób rodziny Lipińskich na cmentarzu Powązkowskim w Warszawie

Jego żoną była Janina, z domu Zybert, z którą miał syna Jana Edwarda, również profesora nauk ekonomicznych oraz córkę Marię Małgorzatę.
Zmarł w Warszawie, pochowany na cmentarzu Powązkowskim (kwatera a-2-12).

## Ważniejsze publikacje
- Inspekcja pracy, Warszawa 1916
- Poglądy ekonomiczne Mikołaja Kopernika, Warszawa 1955
- Studia nad historią polskiej myśli ekonomicznej, Warszawa 1956
- Merkantylizm i początki szkoły klasycznej, Warszawa 1958
- De Copernic à Stanislas Leszczyński. La pensée économ. et démograph. en Pologne, Paris 1961
- Teoria ekonomii i aktualne zagadnienia gospodarcze, Warszawa 1961
- Historia powszechnej myśli ekonomicznej do roku 1870, Warszawa 1968
- Karol Marks i zagadnienia współczesności, Warszawa 1969
- Historia polskiej myśli społeczno-ekonomicznej, Wrocław 1975
- Problemy, pytania, wątpliwości. Z warsztatu ekonomisty, Warszawa 1981

## Ordery i odznaczenia
- Order Sztandaru Pracy I klasy (1959)
- Krzyż Komandorski Orderu Odrodzenia Polski (1956)
- Krzyż Oficerski Orderu Odrodzenia Polski (22 lipca 1951)[12]
- Krzyż Kawalerski Orderu Odrodzenia Polski (10 listopada 1933)[13]
- Medal 10-lecia Polski Ludowej (19 stycznia 1955)[14]

## Nagrody
- Nagroda Państwowa II stopnia za całość pracy naukowej, a w szczególności za prace w minionym 10-leciu nad historią polskiej myśli ekonomicznej oraz za przekład „Kapitału” (1955)[15]
- Nagroda Państwowa I stopnia (1970)
- Nagroda Fundacji A. Jurzykowskiego (1971)
- Nagroda im. Oskara Langego (1971)

## Upamiętnienie
Popiersie w Auli Spadochronowej w gmachu Głównym SGH przeniesione 23 marca 2023 roku, sprzed wejścia do Rektoratu.
Polskie Towarzystwo Ekonomiczne przyznaje dorocznie Nagrodę im. Edwarda Lipińskiego za najlepszą książkę w dziedzinie nauk ekonomicznych.